# Green Valley (contea di Solano, California)
Green Valley è un census-designated place (CDP) degli Stati Uniti d'America, situato nello stato della California, nella contea di Solano.